# الموتى السائرون (الموسم 2)
الموسم الثاني من مسلسل الموتى السائرون، مسلسل رعب ودراما أمريكي عرض على قناة «أي إم سي» في 16 أكتوبر، 2011، واستمر لثلاثة عشرة حلقة حتى 18 مارس، 2012.

## الممثلين والشخصيات

### شخصيات رئيسية
- أندرو لينكولن بدور ريك غرايمس بطل المسلسل، شرطي سابق من مقاطعة كينغ، في ولاية جورجيا.
- جون بيرنثال بدور شاين والش، صديق ريك المقرب منذ المدرسة الثانوية وزميله السابق في العمل.
- سارة واين كوليز بدور لوري غرايمس، زوجة ريك ووالدة كارل.
- لوري هولدن بدور أندريا، محامية حقوق مدنية سابقة وأخت أيمي الكبرى.
- جيفري ديمون بدور دايل هورفاث.
- ستيف يون بدور غلين ري، فتى توصيل بيتزا سابق.
- تشاندلر ريغس بدور كارل غرايمس، أبن ريك ولوري.
- نوررمان ريديس بدور ديرل ديكسون.

### شخصيات ثانوية
- ميليسا مكبرايد بدور كارول بيليتير، صديقة لوري المقربة منذ بدأ الأحداث.
- آيروني سينغلتون بدور ثيودور «تي دوغ» دوغلاس، أحد الناجين من أتلانتا.
- لورين كوهان بدور ماغي غرين، ابنة هيرشل الكبرى.
- إيميلي كيني بدور بيث غرين، ابنة هيرشل الصغرى واخت ماغي.
- سكوت ويلسون بدور هيرشل غرين، طبيب بيطري ومزارع.
- جاين مكنيل بدور باتريشا، زوجة أوتيس ومساعدة هيرشل.
- جيمس آلين مككيون بدور جيمي.
- ماديسون لينتز بدور صوفيا بيليتير، ابنة إد وكارول.
- مايكل زيغن بدور راندال كولفر.
- بروت تايلور فينس بدور أوتيس، زوج باتريشا ومساعد هيرشل.
- آدم ميناروفيتش بدور إد بيليتير، زوج كارول المتوفى ووالد صوفيا.
- مايكل ريموند جيمس بدور ديف.
- مايكل روكر بدور ميرل ديكسون، عسكري سابق ومدمن مخدرات وأخ ديرل الأكبر.

## الحلقات
طالع أيضاً: قائمة حلقات الموتى السائرون

| التسلسل الإجمالي | تسلسل الموسم | عنوان الحلقة            | إخراج                               | كتابة                       | تاريخ العرض    | عدد المشاهدين (بالمليون) |
| --- | ------------ | ----------------------- | ----------------------------------- | --------------------------- | -------------- | ------------------------ |
| 7 | 1            | «ما ينتظرنا»            | إيرنست ديكرسون، غوينيث هوردر-بايتون | آرديث بيه وروبرت كيركمان    | 16 أكتوبر 2011 | 7.26                     |
| يقود «ريك» المجموعة لمغادرة «أتلانتا». وعلى الطريق السريع، يوقفهم خطر لم يروا مثله قط... ثم يختفي أحدهم.                             |              |                         |                                     |                             |                |                          |
| 8 | 2            | «نزيف داخلي»            | إيرنست ديكرسون                      | غلين مازارا                 | 23 أكتوبر 2011 | 6.70                     |
| يكتشف «ريك» مأوىً آمنًا محتملًا وهو في طريقه لنجدة أحدهم، ويتعين على «شين» الذهاب في مهمة خطرة للحصول على مؤن طبية هم في حاجة ماسّة لها. |              |                         |                                     |                             |                |                          |
| 9 | 3            | «اِحتفظ بالطلقة الأخيرة» | فيل أبراهام                         | سكوت أم. غيمبل              | 30 أكتوبر 2011 | 6.10                     |
| تنتظر المجموعة عودة «شين» في يأس، ويجد «شين» نفسه عالقًا في مدرسة يحيط بها الموتى السائرون، بينما يبحث «داريل» و«أندريا» عن شخص ما.   |              |                         |                                     |                             |                |                          |
| 10 | 4            | «وردة شيروكي»           | بيلي غايرهارت                       | إيفان رايلي                 | 6 نوفمبر 2011  | 6.29                     |
| يفاوض «ريك» «هيرشل» على بقاء المجموعة في المزرعة بينما يواجه الآخرون خطرًا غير عادي، ويذهب «غلين» في مهمة.                            |              |                         |                                     |                             |                |                          |
| 11 | 5            | «مصاص دم الماعز»        | غاي فيرلاند                         | ديفيد ليزلي جونسون          | 13 نوفمبر 2011 | 6.12                     |
| وحيدًا في الغابة، يجد «داريل» دليلًا لكنه مصاب من جرّاء هجوم الموتى الأحياء، ويفكر «ريك» في خياراته، وتختلط إشارات «ماغي» على «غلين».   |              |                         |                                     |                             |                |                          |
| 12 | 6            | «أسرار»                 | ديفيد بويد                          | آنجيلا كانغ                 | 20 نوفمبر 2011 | 6.08                     |
| يحاول «غلين» التكتّم على سرّين، وتكتشف «أندريا» مهارة جديدة وتُرغم على اختبارها، بينما يعرف «ريك» أمرًا يخص شخصًا مقربًا منه.              |              |                         |                                     |                             |                |                          |
| 13 | 7            | «أنت ميت أصلًا»          | ميشيل مكلارين                       | سكوت أم. غيمبل              | 27 نوفمبر 2011 | 6.62                     |
| تكتشف المجموعة خطرًا عظيمًا يعيش بين ظهرانيهم، ويتعاون «ريك» مع «هيرشل» لتفادي مأزق خطير، بينما يواجه «ديل» «شين».                     |              |                         |                                     |                             |                |                          |
| 14 | 8            | «نبراسكا»               | كلارك جونسون                        | إيفان رايلي                 | 12 فبراير 2012 | 8.10                     |
| تحاول المجموعة إعادة النظام في أعقاب اكتشاف مريع. وعندما يختفي «هيرشل»، يتعيّن على «ريك» و«غلين» تتبّعه إلى البلدة.                    |              |                         |                                     |                             |                |                          |
| 15 | 9            | «إصبع الزناد»           | بيلي غايرهارت                       | ديفيد ليزلي جونسون          | 19 فبراير 2012 | 6.89                     |
| يحارب «ريك» و«هيرشل» و«غلين» العالقون أعداء جدد من الأحياء والأموات من أجل البقاء، ويأخذ «شين» على عاتقه إعادة «لوري» إلى المزرعة.   |              |                         |                                     |                             |                |                          |
| 16 | 10           | «سنبتعد 18 ميلًا»        | إيرنست ديكرسون                      | سكوت أم. غيمبل وغلين مازارا | 26 فبراير 2012 | 7.04                     |
| يدخل «ريك» و«شين» في نزاع حول مصير أحد السجناء، بينما تساعد «أندريا» أصغر بنات «هيرشل» في مواجهة قرار مصيري.                         |              |                         |                                     |                             |                |                          |
| 17 | 11           | «قاضٍ ولجنة تحكيم ومُنفّذ» | غريغ نيكيتيرو                       | آنجيلا كانغ                 | 4 مارس 2012    | 6.77                     |
| ينحاز «ريك» إلى «شين» في قرار مهم، ويشعر «ديل» بالقلق من أن المجموعة تفقد إنسانيتها، بينما تتسبّب أفعال «كارل» في عواقب غير مقصودة.   |              |                         |                                     |                             |                |                          |
| 18 | 12           | «ملائكة أفضل»           | غاي فيرلاند                         | إيفان رايلي وغلين مازارا    | 11 مارس 2012   | 6.89                     |
| تعرف المجموعة باحتمالية وجود شخص خطير هارب. ومع حلول الليل، يمشّط «ريك» و«شين» و«داريل» و«غلين» الغابة لمعالجة الموقف.                |              |                         |                                     |                             |                |                          |
| 19 | 13           | «بجوار النار المنطفئة»  | إيرنست ديكرسون                      | روبرت كيركمان وغلين مازارا  | 18 مارس 2012   | 8.99                     |
| يعود «ريك» ليجد المزرعة في خطرٍ داهم، وتفترق المجموعة في أعقاب الفوضى العارمة، بينما يتمّ التشكيك في زعامة «ريك» على إثر تجهّم الموقف.  |              |                         |                                     |                             |                |                          |

## الإصدار المنزلي
صدر الموسم الثاني من مسلسل الموتى السائرون على قرص مدمج (دي في دي وبلوراي) في الولايات المتحدة وكندا في 28 أغسطس، 2012، وفي 27 أغسطس، 2012، في المناطق الأخرى.

## وصلات خارجية
- الموقع الرسمي
- قائمة حلقات الموتى السائرون (الموسم 2)  على قاعدة بيانات الأفلام على الإنترنت